# Missões diplomáticas do Equador

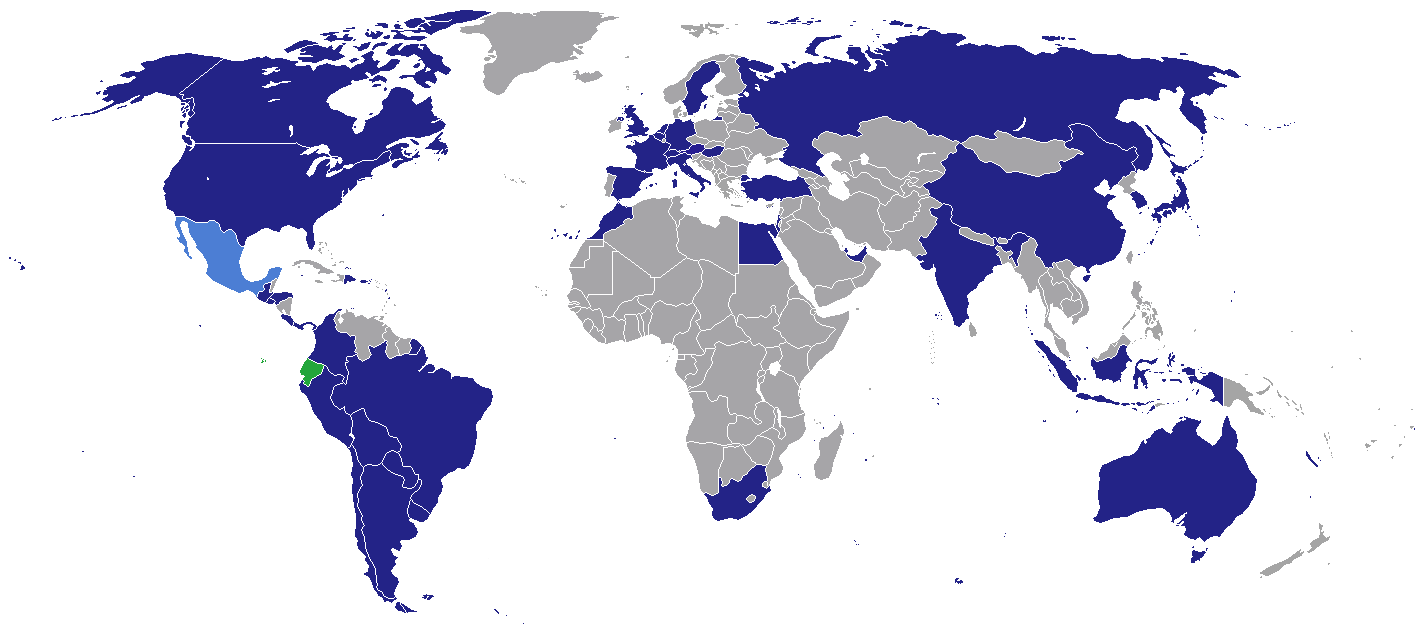
Missões diplomáticas do Equador

Abaixo se encontra as embaixadas e consulados do Equador.

## África

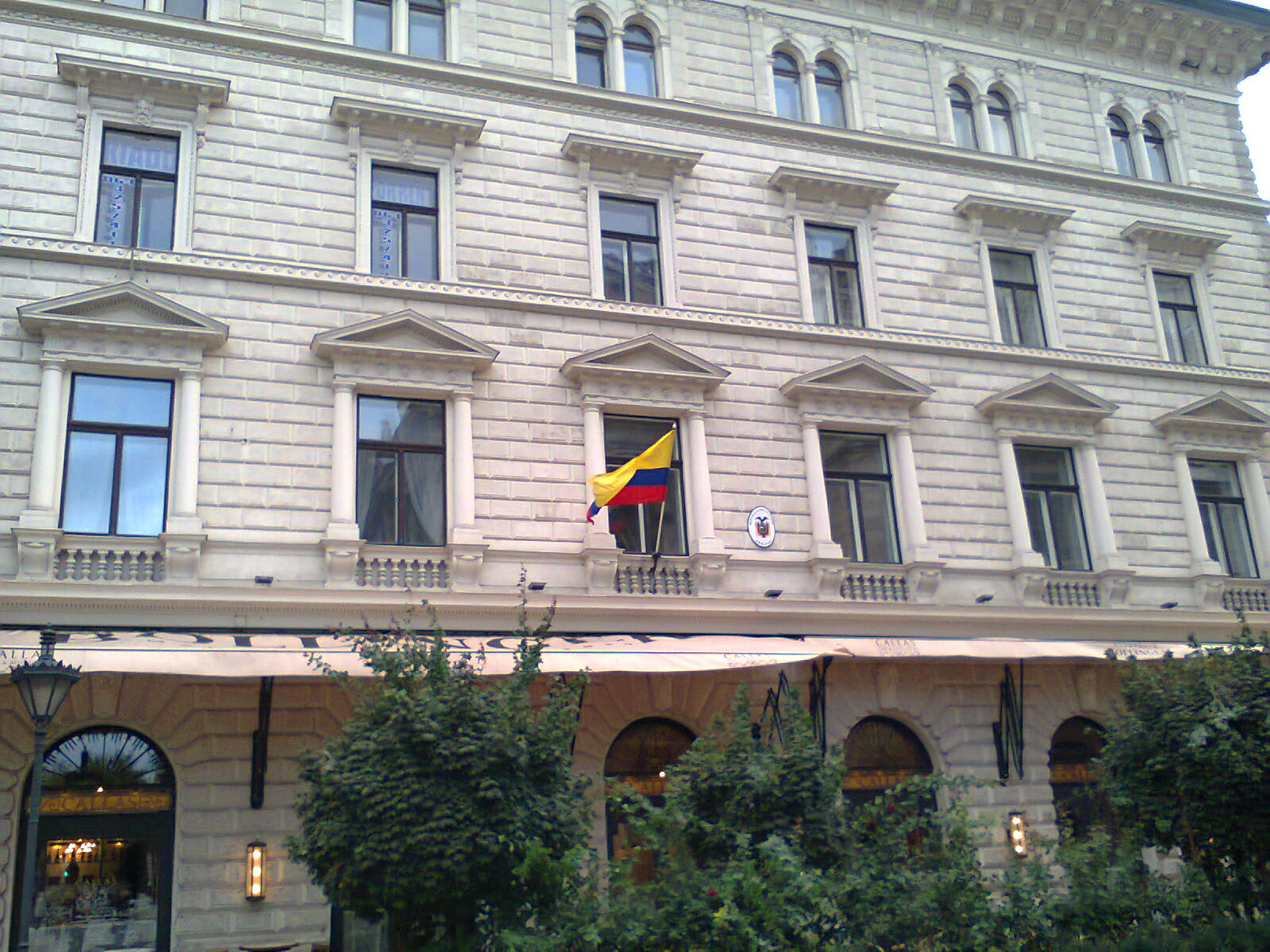
Embaixada do Equador em Budapest

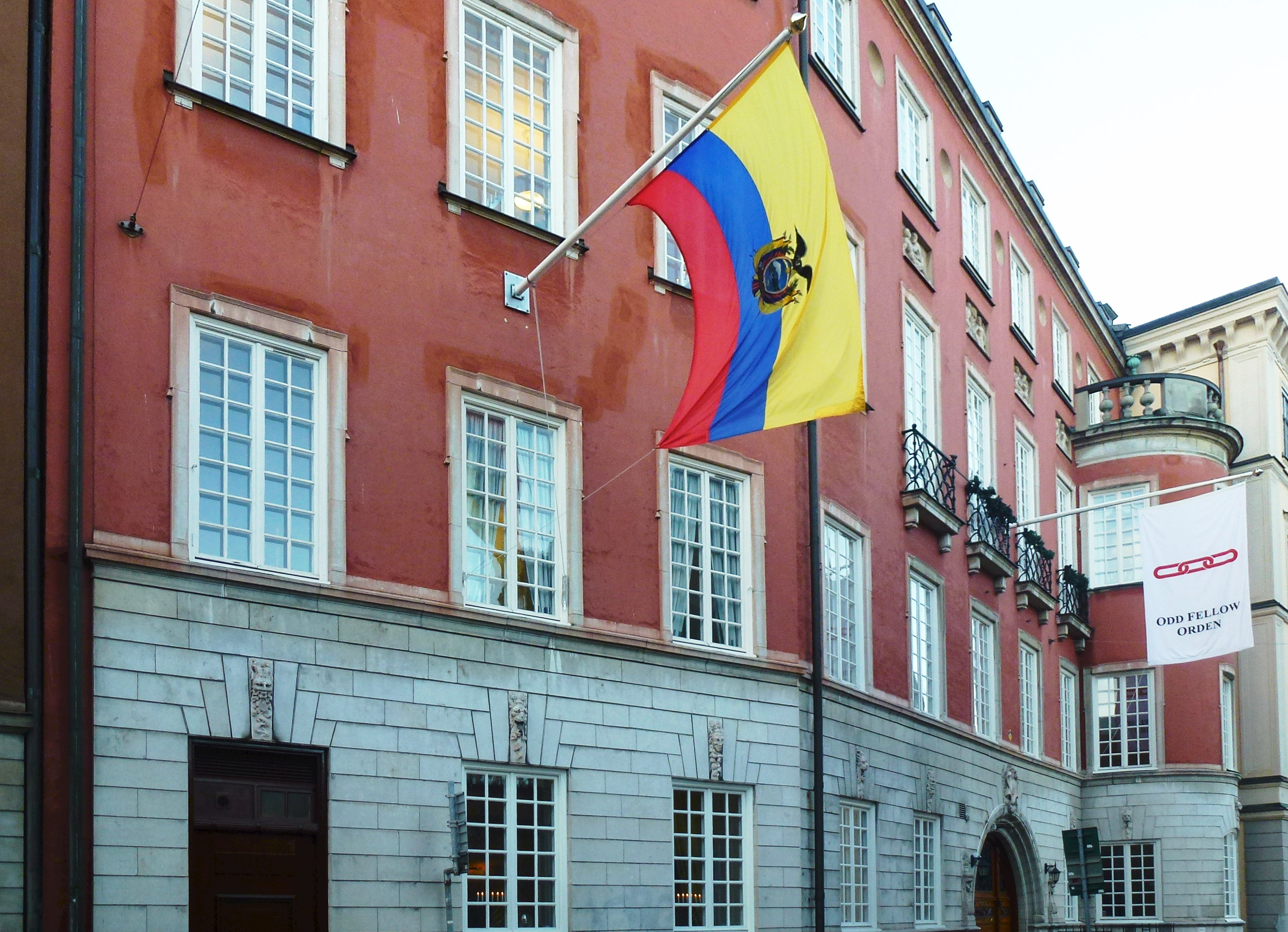
Embaixada do Equador em Estocolmo

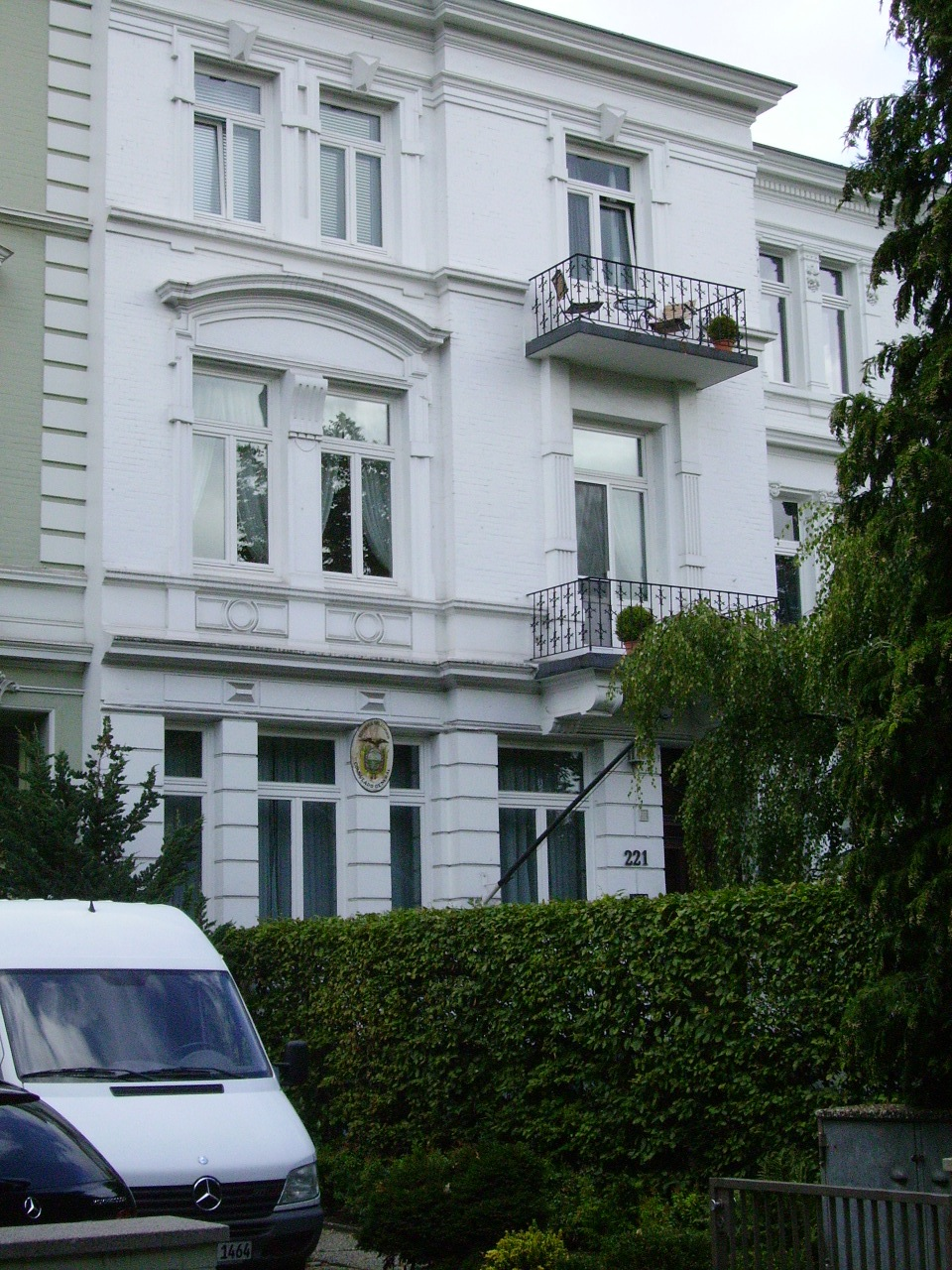
Consulado-Geral do Equador em Hamburgo

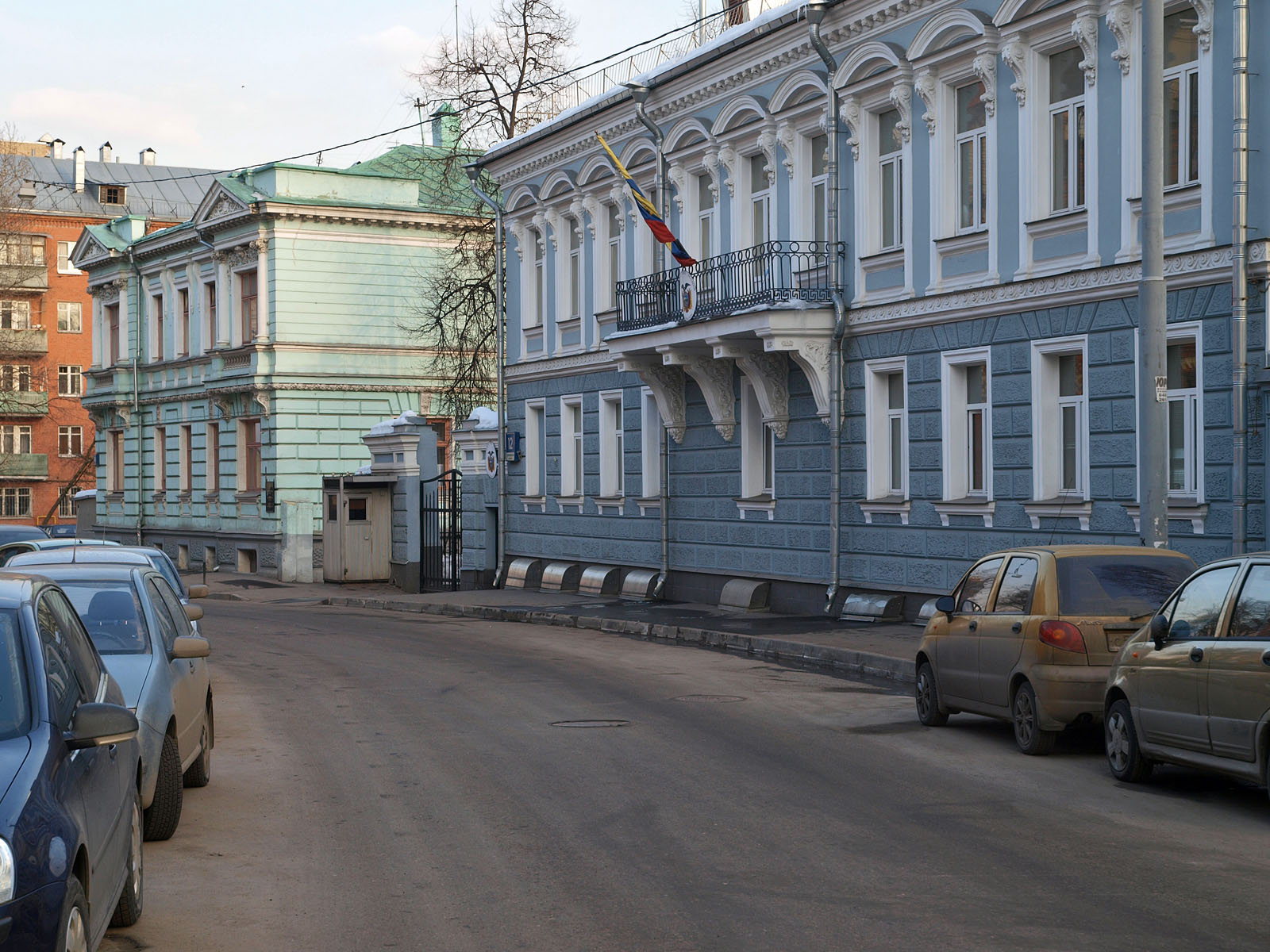
Embaixada do Equador em Moscou

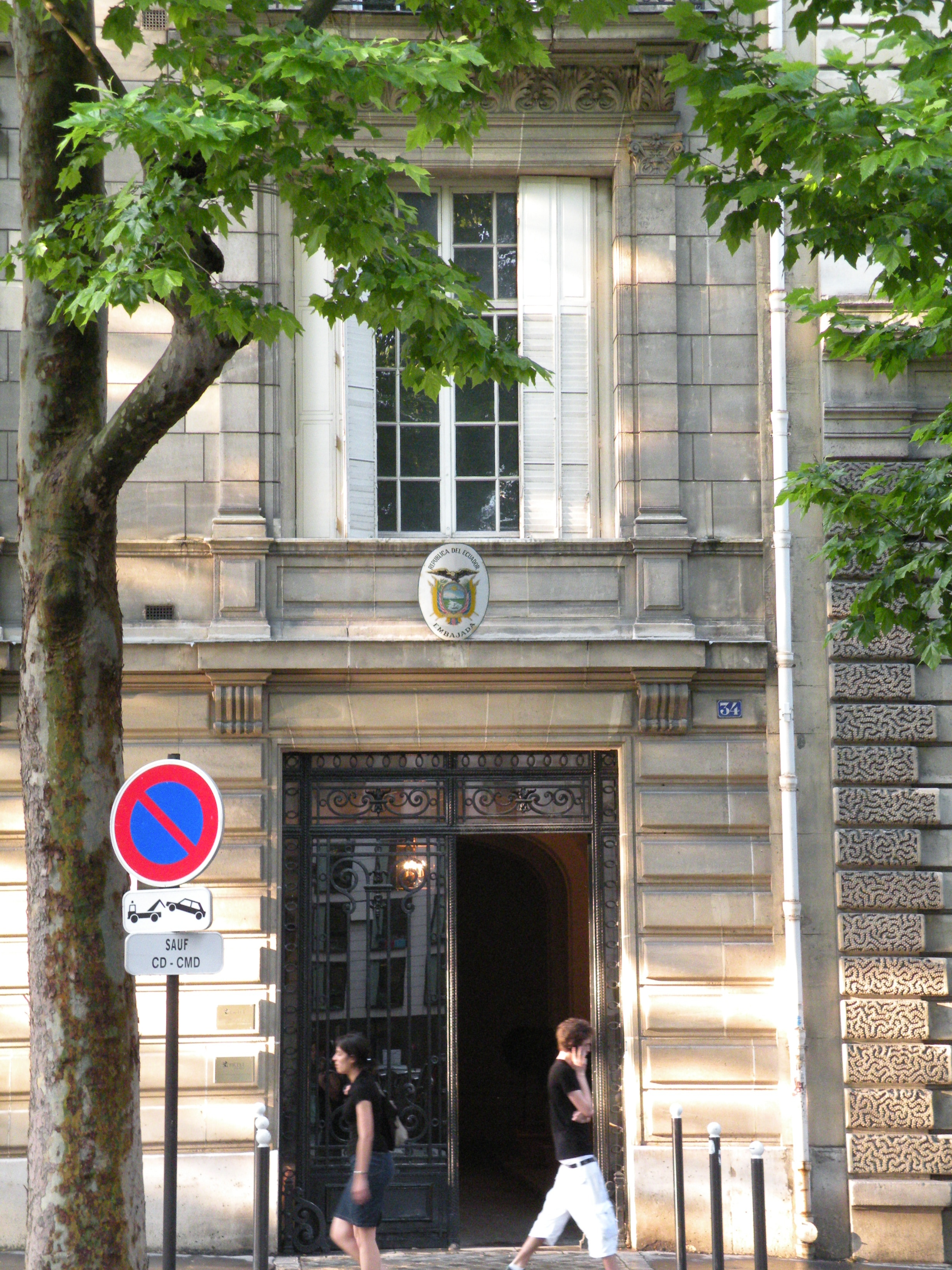
Embaixada do Equador em Paris

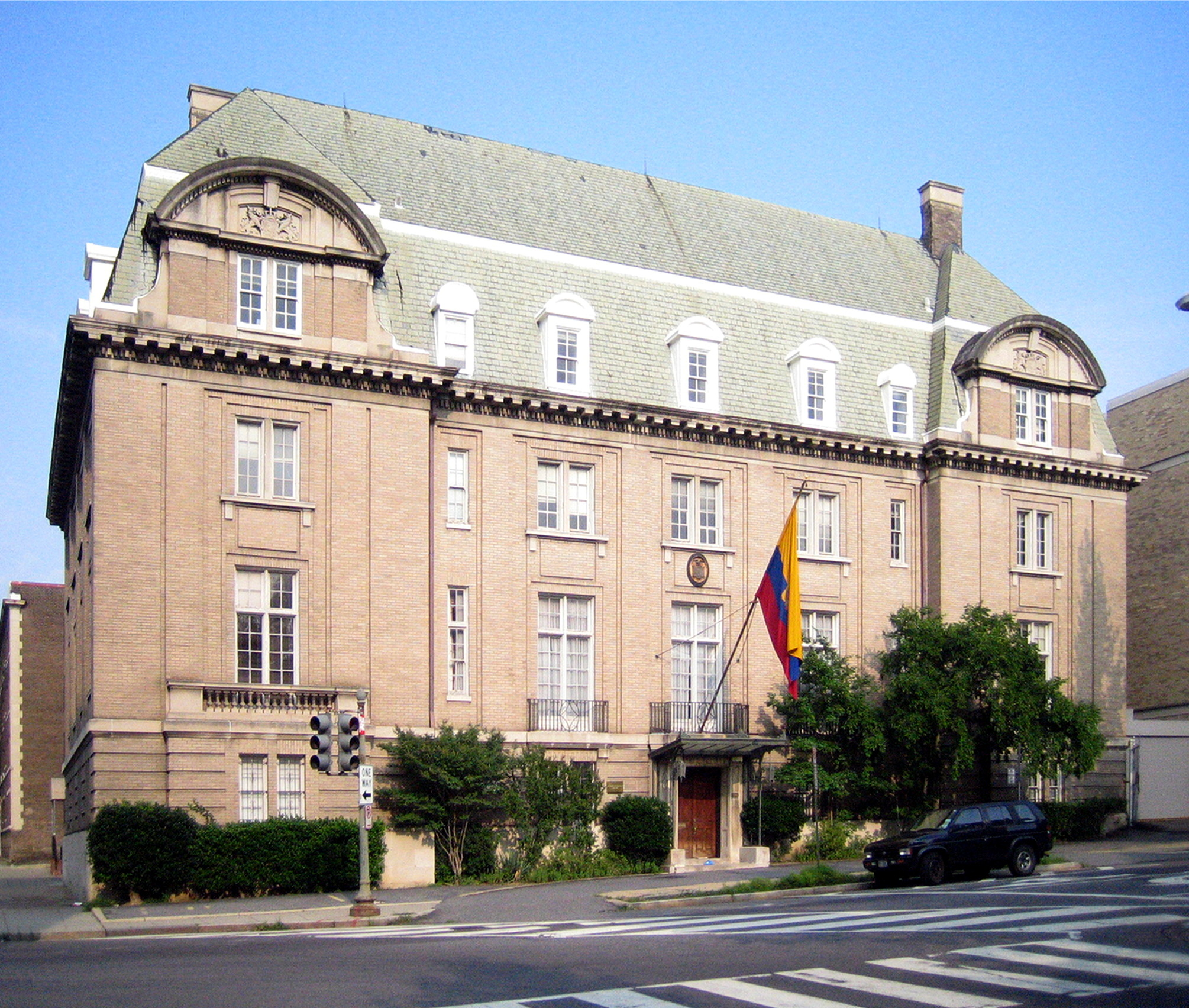
Embaixada do Equador em Washington, DC

- África do Sul
  - Pretória (Embaixada)
- Egito
  - Cairo (Embaixada)

## América
- Argentina
  - Buenos Aires (Embaixada)
- Bolívia
  - La Paz (Embaixada)
- Brasil
  - Brasília (Embaixada)
  - Rio de Janeiro (Consulado)
  - São Paulo (Consulado)
- Canadá
  - Ottawa (Embaixada)
  - Toronto (Consulado-Geral)
- Chile
  - Santiago de Chile (Embaixada)
- Colômbia
  - Bogotá (Embaixada)
  - Ipiales (Consulado)
- Costa Rica
  - San José (Embaixada)
- Cuba
  - Havana (Embaixada)
- El Salvador
  - San Salvador (Embaixada)
- Estados Unidos
  - Washington, DC (Embaixada)
  - Chicago (Consulado-Geral)
  - Houston (Consulado-Geral)
  - Los Angeles (Consulado-Geral)
  - Miami (Consulado-Geral)
  - Minneapolis (Consulado-Geral)
  - New Haven (Consulado-Geral)
  - Newark (Consulado-Geral)
  - Nova Iorque (Consulado-Geral)
  - San Francisco (Consulado-Geral)
- Guatemala
  - Cidade da Guatemala (Embaixada)
- Honduras
  - Tegucigalpa (Embaixada)
- Panamá
  - Cidade do Panamá (Embaixada)
- Paraguai
  - Assunção (Embaixada)
- Peru
  - Lima (Embaixada)
  - Tumbes (Consulado)
- República Dominicana
  - Santo Domingo (Embaixada)
- Uruguai
  - Montevidéu (Embaixada)
- Venezuela
  - Caracas (Embaixada)

## Ásia
- China
  - Pequim (Embaixada)
  - Cantão (Consulado-Geral)
  - Xangai (Consulado-Geral)
- Catar
  - Doha (Embaixada)
- Coreia do Sul
  - Seul (Embaixada)
- Índia
  - Nova Délhi (Embaixada)
- Indonésia
  - Jacarta (Embaixada)
- Israel
  - Tel Aviv (Embaixada)
- Japão
  - Tóquio (Embaixada)
- Turquia
  - Ancara (Embaixada)

## Europa
- Alemanha
  - Berlim (Embaixada)
  - Hamburgo (Consulado-Geral)
- Áustria
  - Viena (Embaixada)
- Bélgica
  - Bruxelas (Embaixada)
- Espanha
  - Madrid (Embaixada)
  - Alicante (Consulado-Geral)
  - Barcelona (Consulado-Geral)
  - Málaga (Consulado-Geral)
  - Murcia (Consulado-Geral)
  - Palma de Maiorca (Consulado-Geral)
  - Valencia (Consulado-Geral)
- França
  - Paris (Embaixada)
- Hungria
  - Budapeste (Embaixada)
- Itália
  - Roma (Embaixada)
  - Gênova (Consulado-Geral)
  - Milão (Consulado-Geral)
- Países Baixos
  - Haia (Embaixada)
- Reino Unido
  - Londres (Embaixada)
- Rússia
  - Moscou (Embaixada)
- Santa Sé
  - Cidade do Vaticano (situada em Roma) (Embaixada)
- Suécia
  - Estocolmo (Embaixada)
- Suíça 
  - Berna (Embaixada)

## Oceania
- Austrália
  - Canberra (Embaixada)

## Organizações Multilaterais
- Bruxelas (Missão Permanente do Equador junto a União Europeia)
- Genebra (Missão Permanente do Equador junto as Nações Unidas e outras organizações internacionais)
- Montevidéu (Missão Permanente do Equador junto a ALADI e o MERCOSUL)
- Nova Iorque (Missão Permanente do Equador junto as Nações Unidas)
- Paris (Missão Permanente do Equador junto a Unesco)
- Roma (Missão Permanente do Equador junto a Organização das Nações Unidas para a Alimentação e a Agricultura)
- Viena (Missão Permanente do Equador junto as Nações Unidas)
- Washington, DC (Missão Permanente do Equador junto a Organização dos Estados Americanos)